# Valeriana theodorici
Valeriana theodorici är en kaprifolväxtart som först beskrevs av Weberling, och fick sitt nu gällande namn av B.Eriksen. Valeriana theodorici ingår i släktet vänderötter, och familjen kaprifolväxter. Inga underarter finns listade i Catalogue of Life.